# Todd-AO
Todd-AO ist ein 1952 gegründetes Unternehmen, das bis heute auf professionellen Filmton spezialisiert ist. Zugleich ist Todd-AO ein 1955 eingeführtes Filmaufnahmeverfahren für 70-mm-Breitwandfilme.

## Hintergrund
Todd-AO entstand nach einer Idee von Michael Todd, der bereits an der Entwicklung von Cinerama beteiligt war. Die geschützte Markenbezeichnung des Verfahrens entstand als Akronym aus Todd und American Optical.

### Filmton
Von der Gründung 1952 bis 1970 war die Firma auf die Ton-Betreuung von 70-mm-Breitwandfilmen spezialisiert. In den 1970ern unterstützte die Firma eine ganze Reihe experimentierfreudiger Regisseure. Danach expandierte die Firma schnell: Sie war die erste Ton-Firma, die sich auf die Umrüstung zur Digitalaufzeichnung vorbereitete. Als sie das New Yorker Tonstudio TransAudio kaufte, nannte sie sich in Todd-AO East um. Neben der New Yorker Tonbühne entstanden weitere Studios – insbesondere auf dem Gelände der CBS in Studio City, wo die mit 11.000 m² größte Bühne der Firma steht. 1995 wurden die Todd-AO Studios West als Nachfolger der Skywalker Sound South in Santa Monica und Los Angeles eröffnet, die mit der Todd-AO Sitcom Stage das erste bandlose Tonstudio betrieben. Die Todd-AO/Editworks, die sich auf Postproduktion spezialisiert hatte, folgte 1996 in Atlanta, Georgia. Die Firma war zudem die erste vollständig digital arbeitende Tonfirma in Europa (1996 nahm Todd/AO UK Ltd. in London die Arbeit auf). Todd-AO ist heute das wohl weltweit bedeutendste Konglomerat von Firmen, die sich auf die Ton-Postproduktion spezialisiert haben.

### 70-mm-Breitwandfilme
Seit der Gründung wollte Todd parallel zu seinen Entwicklungen im Bereich Filmton mit und für die American Optical Company  ein einfacheres System entwickeln, das mit einer Linse die gleiche Wirkung auf den Zuschauer erzielen sollte wie das dreistreifige Format von Cinerama. Mit einer sphärischen Linse wurde das Bild mit einer Bildfrequenz von 30 Bildern pro Sekunde auf ein 65-mm-Filmnegativ aufgenommen. Die 70-mm-Film-Vorführkopie enthielt die Tonspur auf sechs Magnettonstreifen. Philips entwickelte einen neuen Filmprojektor mit dem Namen DP70, der den Filmstreifen auf einer tiefgewölbten Leinwand von 128 Grad projizieren konnte. Mit einer Aufnahme von 30 Bildern pro Sekunde, die das Flimmern auf 70 mm bei damals üblichen Roadshow-Vorführungen in großen Stadthallen verhinderte (die Filme liefen dort teilweise ein Jahr), war jedoch keine direkte Filmkopie auf 35 mm möglich. Die ersten zwei Filme mussten daher zusätzlich mit einer Frequenz von 24 Bildern pro Sekunde aufgenommen werden. Für Oklahoma! entstand daher zeitgleich eine 35-mm-Cinemascope-Fassung und für In 80 Tagen um die Welt eine zweite Todd-AO-Version in verlangsamter Geschwindigkeit.
Als sich 20th Century Fox an Todd-AO beteiligte, wurden einige technische Veränderungen vorgenommen. Der Film wurde nun mit einer Bildfrequenz von 24 Bildern pro Sekunde aufgenommen, um direkt 35-mm-Filmkopien herstellen zu können. Auf die Filmvorführung auf einer tiefgewölbten Cinerama-ähnlichen Leinwand wurde mit dem Einsatz einer neuen Linse von Bausch & Lomb verzichtet. Teure Umbauarbeiten für die Kinobesitzer entfielen. Mit South Pacific wurden die Änderungen umgesetzt. 20th Century Fox griff nun für alle seine 70-mm-Großproduktionen auf dieses Verfahren zurück. Columbia mit Porgy und Bess, United Artists mit Alamo und Universal mit Airport produzierten gerade mal je einen Film in diesem Format. Mit Todd-70 entstand eine billigere Variante, die nur einmal eingesetzt wurde.
Nach dem Erfolg der ersten Filme entwickelte Panavision seine eigene Todd-AO-Variante. Das Super-Panavision-Verfahren, das von den anderen Filmstudios gemietet werden konnte, wurde zum größten Konkurrenten von 20th Century Fox auf dem 70-mm-Filmmarkt. Als Cinerama mit Erfolg anfing, 70-mm-Filme auf ihren tiefgewölbten Leinwänden vorzuführen, zog man mit der Entwicklung von Dimension 150 nach. Ins Hintertreffen geriet Todd-AO erst durch das Aufkommen von 70-mm-Blow-up. Todd-AO konnte zwar eine bessere Bildqualität als auf dem 35-mm-Film aufweisen, aber das Drehen auf 65-mm-Film mit Weiterbearbeitung auf das 70-mm-Vorführformat war wesentlich aufwändiger und damit viel teurer als auf 35-mm-Film. Der letzte vollständig in diesem Format gedrehte Film kam 1971 in die Kinos.
In den siebziger Jahre versuchte Todd-AO unter der Leitung von Dr. Richard Vetter vergeblich, auf dem 35-mm-Miet-Kamera-Markt Fuß zu fassen. Zwar wurden entsprechende Linsen und Kameras angekauft (von Mitchell und Arriflex), doch nur Eroberung vom Planet der Affen (Conquest of the Planet of Apes) wurde durchgehend in Todd-AO 35 gedreht (Kamera Arriflex 35IIC, Linsen von Carl Zeiss). Mit Beginn der achtziger Jahre hatte sich das System erledigt, alle Todd-AO Kameras und Linsen wurden an die inzwischen abgewickelte Firma Cinema Products Los Angeles veräußert.
Das Karlsruher Kino Schauburg veranstaltet seit 2005 jährlich ein Todd-AO-70-mm-Festival.

## Filme in Todd-AO
- 1955: Oklahoma!
- 1956: In 80 Tagen um die Welt (Around the World in 80 Days)
- 1958: South Pacific
- 1959: Porgy und Bess (Porgy and Bess)
- 1960: Can-Can
- 1960: Alamo (The Alamo)
- 1963: Cleopatra
- 1965: Meine Lieder – meine Träume (The Sound of Music)
- 1965: Die tollkühnen Männer in ihren fliegenden Kisten (Those Magnificent Men in Their Flying Machines)
- 1965: Inferno und Ekstase (The Agony and the Ecstasy)
- 1967: Doctor Dolittle
- 1968: Star!
- 1969: Hello, Dolly!
- 1970: Airport
- 1971: Das vergessene Tal (The Last Valley)
- 1972: Die Geier warten schon (Showdown), gedreht in Todd-AO 35
- 1972: Eroberung vom Planet der Affen (Conquest of the Planet of the Apes), gedreht in Todd-AO 35
- 1976: Grizzly, gedreht in Todd-AO 35
- 1992: Baraka